# 村山ヨシヱ
村山 ヨシヱ（むらやま ヨシヱ、1924年〈大正13年〉10月28日 - ）は、日本の第81代内閣総理大臣であった村山富市の妻。大分県出身。

## 経歴
大分県出身。太平洋戦争中は従軍看護婦を務め、戦後は大分共済病院（現・大分赤十字病院）の看護婦長を務めた。1953年（昭和28年）に村山富市が大分市議会議員選挙に初出馬した際に出会い、票を頼みに来た村山が病院勤めのヨシヱを見染めたことがきっかけで同年に結婚した。村山の当選を機にヨシヱは病院の仕事を辞め、大分県庁の職員食堂の経営に転じる。また、工業高校の保健衛生の講師も務めた。その後、62歳のときに脊椎管狭窄症を発症して手術を行う。そのため、村山が1994年（平成6年）6月30日から1996年（平成8年）1月11日まで内閣総理大臣を務めた際は、ファーストレディとしての役目は二女の由利がつとめた。2024年、夫の富市と共に夫婦揃って100歳を迎えた。